# 992
992 (CMXCII) je bilo prestopno leto, ki se je po julijanskem koledarju začelo na petek.

## Dogodki
- 1. januar

## Rojstva
- 1. avgust - Hjeondžong, korejski kralj dinastije Gorjeo († 1031)
- Guido iz Arezza, benediktanski menih in glasbeni teoretik († 1050)